# ベネデット・ダ・マイアーノ

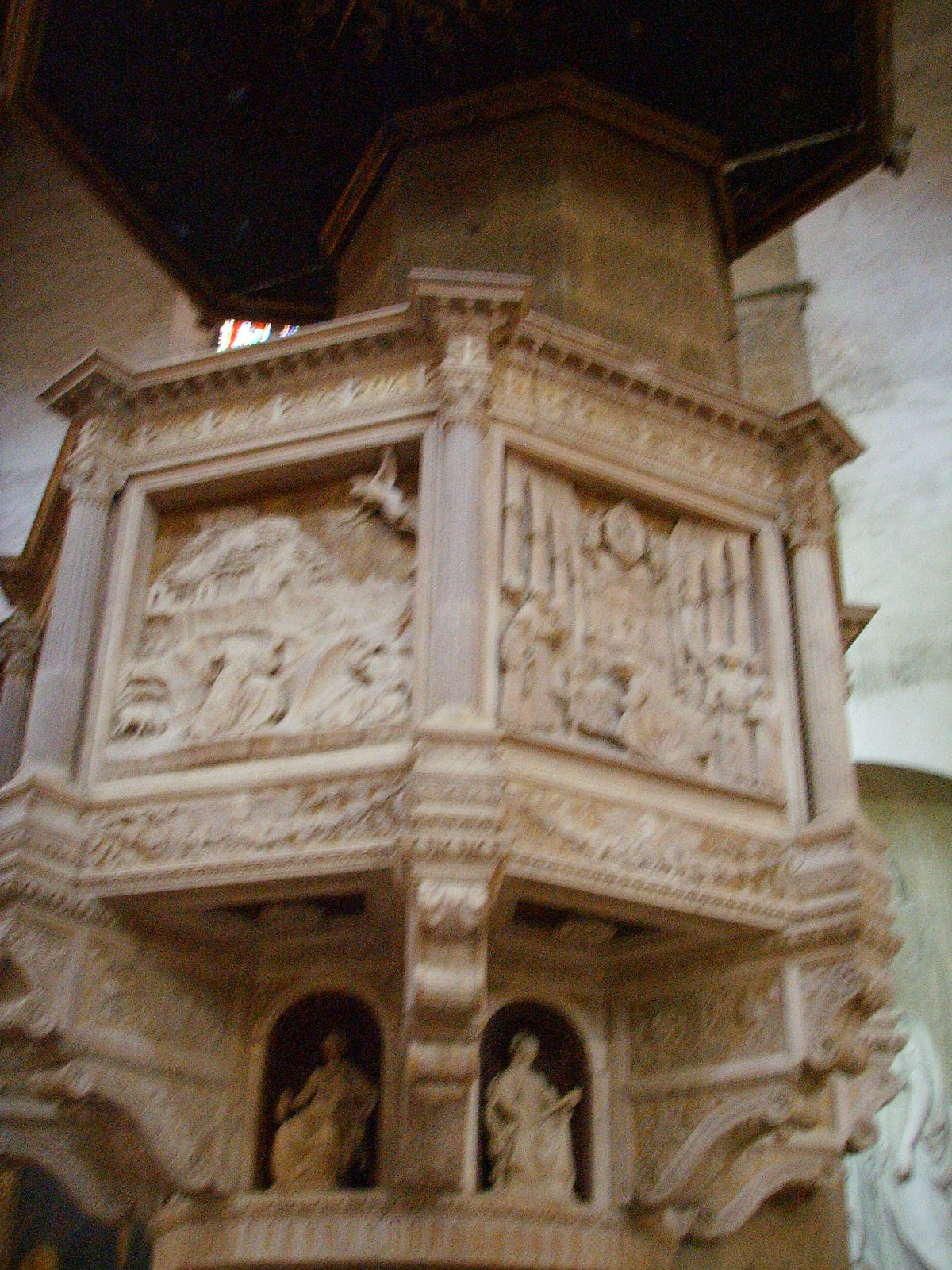
サンタ・クローチェ聖堂の説教壇

ベネデット・ダ・マイアーノ（Benedetto da Maiano、1442年 - 1497年5月24日）は、ルネサンス期イタリアの彫刻家、木工細工師、建築家。ジュリアーノ・ダ・マイアーノの弟。

## 経歴
石工のレオナルド・ディ・アントーニオの子として、フィエーゾレ近郊のマイアーノで生まれる。1463年と1465年にジュリアーノが依頼されたサンタ・マリア・デル・フィオーレ大聖堂の聖具室の寄木細工に携わり、その大部分を作成した。寄木細工の仕事としては、ハンガリー王マーチャーシュに化粧箱を納めたが、ヴァザーリによれば、自分の作品の出来映えに納得のゆかなかった彼は、以後彫刻に専念することを決意した。
フィレンツェでは、兄のジュリアーノに委託された彫刻作品の製作を手伝い、1473年には、石工・木工師組合に登録され、ファエンツァ大聖堂の聖サヴィヌスの墓碑、サンタ・クローチェ聖堂の説教壇を製作した。また彼は翌1474年には、バルジェッロにある「ピエトロ・リ－ニの胸像」を制作した。彼はフィリッポ・ストロッツィから依頼を受け、パラッツォ・ストロッツィの建築にも携わっている。彼の死後、建設はイル・クローナカにより引き継がれた。
晩年はあまり作品をつくらなかったとみられ、サンタ・マリア・デル・フィオーレの『十字架像』のほか、わずかしか知られていない。
1497年に彼は54歳で死去し、サン・ロレンツォ聖堂に埋葬された。

## 主要作品
- 戸棚寄木細工（サンタマリア・デル・フィオーレ大聖堂聖具室　フィレンツェ）
- ジョットの胸像（サンタ・マリア・デル・フィオーレ大聖堂　フィレンツェ）
- 『受胎告知』（サンタ・アンナ・ディ・ロンバルディ聖堂　ナポリ）
- 『聖サヴィヌスの墓碑』（ファエンツァ大聖堂　ファエンツァ）
- 『ピエトロ・メッリーニの説教壇』（サンタ・クローチェ聖堂　フィレンツェ）
- 1489年起工　パラッツォ・ストロッツィ（フィレンツェ）
- 1490年頃製作『十字架像』（サンタ・マリア・デル・フィオーレ大聖堂　フィレンツェ）

## 書籍
- ジョルジョ・ヴァザーリ著　森田義之監訳『ルネサンス彫刻家建築家列伝』（白水社）